# Федеральний соціальний суд Німеччини
Федеральний соціальний суд Німеччини (нім. Bundessozialgericht, BSG) — один із п'яти вищих судів Федеративної Республіки Німеччина (поряд з Федеральним адміністративним судом, Федеральним трудовим судом, Верховним Федеральним судом та Федеральним фінансовим судом), що розглядає правові суперечки, що виникають у соціальній сфері, до яких належать, зокрема у сферах соціального страхування, медичного страхування, пенсійного забезпечення та врегулювання нещасних випадків на виробництві. Заснований 11 вересня 1954 року, перше слухання відбулося 23 березня 1955 року. Штаб-квартира знаходиться в Касселі.

## Правове регулювання
Створення Федерального соціального суду передбачено статтею 95 конституції Німеччини 1949 року.
3 серпня 1953 року перший склад Бундестагу прийняв закон про соціальні суди, який набрав чинності 1 січня 1954 року. Відповідно до цього закону в Німеччині були засновані соціальні суди (нім. Sozialgericht), які стали судами першої інстанції, земельні соціальні суди (нім. Landessozialgericht), які стали, відповідно, у більшості випадків судами другої інстанції щодо перегляду рішень соціальних судів. та Федеральний соціальний суд.
До 1954 року соціальних судів у Німеччині не було. Попередником, у плані регулювання суперечок у сфері соціального права, було Федеральне відомство соціального страхування.
Відповідно до параграфа 73 абзац 4, пропозиції 1 та 2 закону про соціальні суди, представляти інтереси сторін у цій інстанції зобов'язаний юрист. У цьому виявляється відмінність від соціальних судів та земельних соціальних судів, де, згідно з параграфом 73 абзац 1 того ж закону позивач та відповідач можуть представляти свої інтереси самостійно.

## Завдання суду
До завдань Федерального соціального суду входить передусім перегляд рішень земельних соціальних судів, розгляд скарг на відмову у перегляді справ соціальних судів, а також у деяких випадках перегляд рішень соціальних судів (нім. Sprungrevision). Федеральний соціальний суд розглядає і спірні питання неконституційного характеру, що зачіпають соціальне страхування чи інші галузі соціальної підсудності, що виникають між федерацією і землями чи окремими землями.

## Структура
На чолі суду стоїть президент.

### Сенати
Існують чотирнадцять сенатів, які розглядають спірні справи за такими категоріями:
- Страхування на випадки хвороби.
- Страхування від нещасних випадків.
- Страхування на випадки хвороби, страхування на випадок постійного догляду пацієнта.
- Базове забезпечення безробітних (разом із 14-м сенатом).
- Державне пенсійне забезпечення (разом із 13-м сенатом).
- медичне право.
- Права біженців чи здобувачів цього статусу.
- Соціальна допомога.
- Соціальні компенсації та питання щодо інвалідності.
- Різні види допомоги на дітей. Захист від наддовгого судочинства.
- Допомога з безробіття.
- Питання внесків та прав учасників страхування на випадок хвороби, на випадок постійного догляду та допомоги з безробіття.
- Державне пенсійне забезпечення (разом із 5-м сенатом).
- Базове забезпечення безробітних (разом із 4-м сенатом).

Кожен сенат складається з трьох професійних та двох непрофесійних суддів — шеффенів.

### Великий сенат
Як і в усіх судах вищої інстанції в Німеччині, для однаковості прийнятих рішень, Федеральний соціальний суд має у своєму складі Великий сенат, повноваження якого встановлені у параграфі 41 закону про соціальні суди.
Абзац 1 параграфа 41 наказує створення сенату. Другий абзац вказує на те, що Великий сенат набуває чинності в тому випадку, якщо один із 14 сенатів планує прийняти рішення, яке відрізняється від вироків інших сенатів або самого Великого сенату.

## Будівля суду
Будівля суду побудована в неокласичному стилі та занесена до списку пам'яток культури землі Гессен. Перед входом встановлена скульптура Йозефа Вакерле.
Будівля була спочатку спроектована для 11-го військового округу і відкрита 11 травня 1938 року. Коли розглядалася можливість того, що Кассель стане столицею Німеччини, в будівлі мали розміститися Бундестаг і канцелярія Федерального канцлера Німеччини.
Місто Кассель так і не стало столицею, а в будівлі замість Бундестагу та Канцелярії розмістилися два федеральні суди (Соціальний та Трудовий). Після об'єднання Німеччини Федеральний суд з питань праці переїхав до Ерфурта. Таким чином, з 1999 року в будівлі залишився лише Федеральний соціальний суд.

## Офіційна форма одягу
Судді та працівники суду зобов'язані носити мантії кармінового кольору та білу краватку.
Краватки суддів широкі, мантії та берети суддів — шовкові, а інших чиновників — вовняні.